# ابن رسته
احمد ابن رُسته یکی از کاشفان و گیتاشناسان بزرگ جهان بود که در در حدود ۹۰۳ میلادی برآمد. او دانشمندی ایرانی و زاده منطقه رُسته اصفهان بوده است.
دانش وی دربارهٔ مردم اروپا و غیر مسلمانان آسیا وی را به منبعی معتبر تبدیل کرده بود. وی حتی دربارهٔ وجود جزایر بریتانیا و ولایات هفت گانهٔ آنگلوساکسون اطلاع داشت. وی از تاریخ مردم ترک و سایر استپ نشین‌ها نیز اطلاع داشت.
وی دربارهٔ یکی از پادشاهان قفقاز نوشته:
او جمعه با مسلمانان نماز خواند، شنبه با یهودیان و یک شنبه با مسیحیان. درحالی که هر یک از این ادیان خود تنها خود را درست و بقیه را نادرست می‌داند. وی گفت: تصمیم دارم از زیر نذرهایم شانه خالی کنم.
او به همراه روس‌ها به نووگورود در شمال غربی روسیه سفر کرد و نکات نغزی دربارهٔ آن مناطق در دانش‌نامه جغرافیایی خود بازگو کرده است. وی همچنین دربارهٔ مجارها، اسلاوها و خزرها آگاهی‌های سودمندی ارائه می‌دهد. ابن رسته همچنین سفرهایی به صنعاء در یمن و همچنین قفقاز داشت.
در حدود ۹۰۳ میلادی فرهنگ‌نامه‌ای نگارش کرد، موسوم به الاعلاق‌النفیسة، که قسمت جغرافیایی آن در دست است. این کتاب شامل مقدمه‌ای است در باب کرهٔ زمین و افلاک، که به دنبال آن به شرح ممالک پرداخته شده است. این کتاب در ۷ جلد نگاشته شده که تنها ۲ نسه جلد ۷ آن باقی مانده است. یکی در موزه بریتانیا و دیگری در دانشگاه کمبریج نگهداری می‌شوند. ابن رسته در این کتاب به کروی بودن زمین، حرکت خورشید و حرکت ستارگان اشاره می‌کند.
همچنین وی محاسبات جغرافیایی شامل قطر و محیط کره زمین انجام داده است. وی زمین را «کوچکترین همه ستارگان» و بزرگتر از برخی سیاره‌ها می‌داند. او جرم سیاره تیر را یک بیست و دوم زمین می‌داند که با آگاهی امروزی که یک نوزدهم زمین دانسته شده‌است، نزدیکی دارد. وی قطر زمین را ۵/۳ برابر قطر کره ماه می‌داند و فاصله آن تا زمین را ۲۴۵٫۰۰۰ میل (۴۵۰٫۰۰۰ کیلومتر) ثبت می‌کند که با آگاهی امروزی تنها ۱۰ درصد اختلاف دارد. وی در کتاب خود راجع به ۷ اقلیم سخن می‌گوید همچنین اشاره می‌کند که نواحی ناشناختهٔ دیگری هم وجود داریم که از وضع آن‌ها خبری نداریم.
وی تا اواسط سده ۱۹ میلادی میان خاورشناسان غربی ناآشنا بود.